# 半钟铁线莲
半钟铁线莲（学名：Clematis ochotensis）为毛茛科铁线莲属下的一个种。其种加词“ochotensis”意为“鄂霍次克的”。